# 翁厄曼河

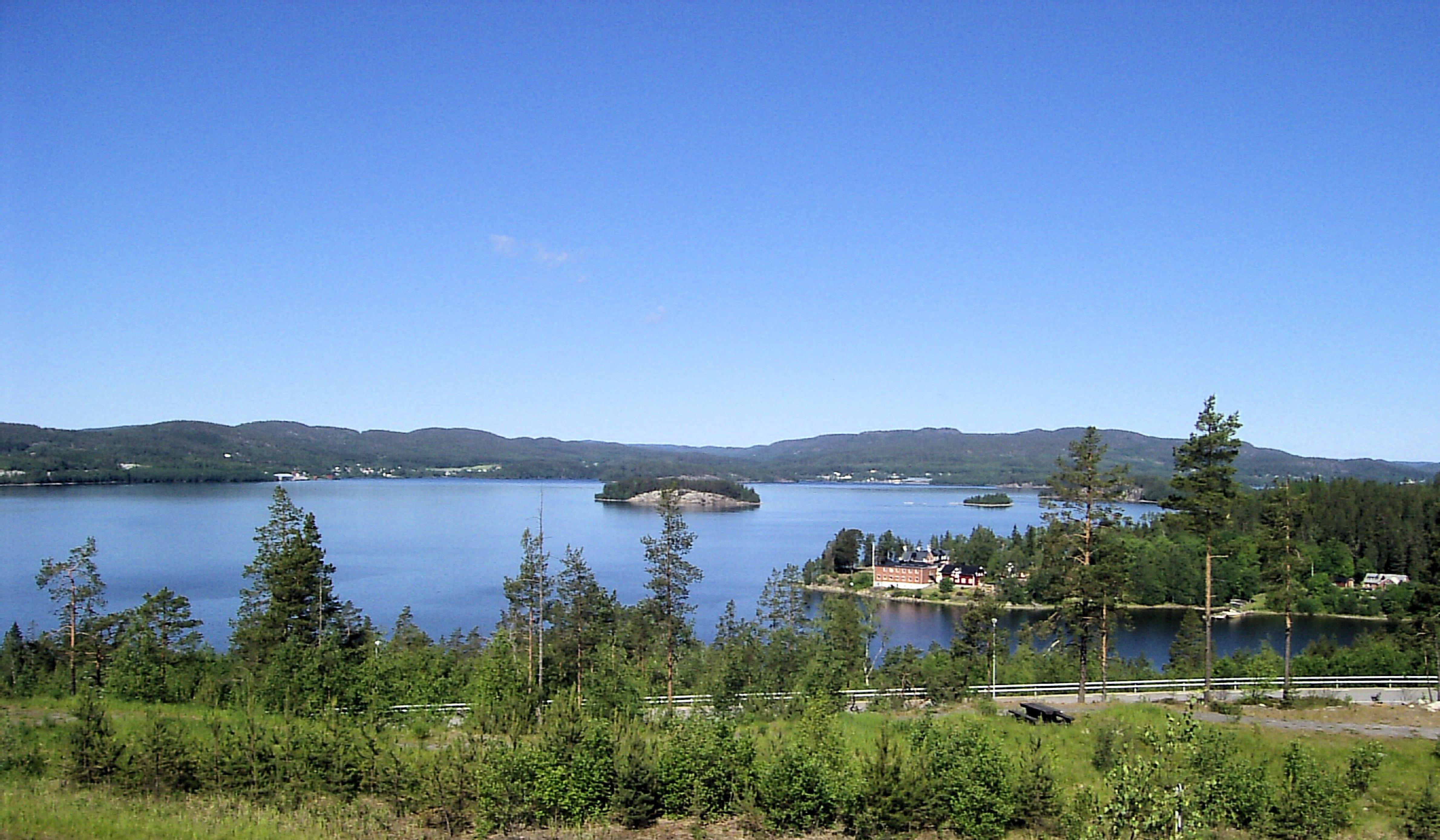

翁厄曼河是瑞典的河流，河道全長460公里，流域面積31,864平方公里，平均流量每秒500立方米，發源自斯堪的納維亞山脈，最終注入波羅的海。